# ۴۲۰ (پیش از میلاد)
۴۲۰ (پیش از میلاد) ۴۲۰مین سال قبل از تقویم میلادی است.